# Triangolo di Labbé
Il triangolo di Labbé è definito in semeiotica come la proiezione dello stomaco sulla parete anteriore dell'addome. È delimitato in basso da una tangente alla nona cartilagine costale, a destra dal margine anteriore del fegato, a sinistra dall'arco costale.
È un'importante area topografica perché nel triangolo di Labbè lo stomaco (terzo inferiore del corpo e regione pilorica) è accessibile alla palpazione in quanto è a diretto contatto con la parete anteriore dell'addome.

## Eponimia
Il triangolo è stato identificato dal chirurgo francese Léon Labbé (1832 -1916).